# Ilha Centinela

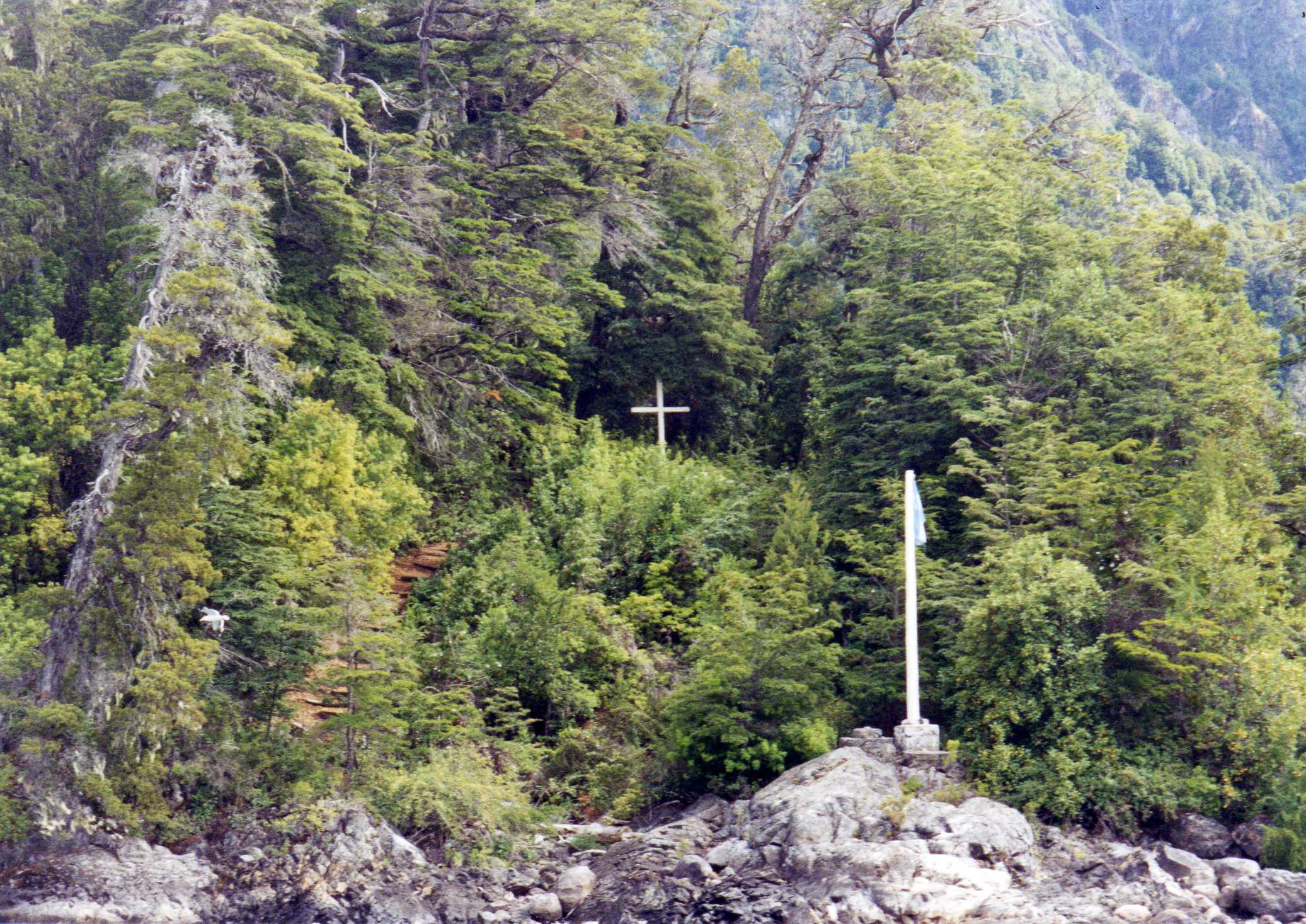
Tumba de Francisco Moreno na Ilha Centinela

A Ilha Centinela é uma pequena ilhota situado no Lago Nahuel Huapi, Parque Nacional Nahuel Huapi, na Argentina. A ilha apresenta uns 150 m de comprimento e  40 m de largura, e se situa na entrada do Braço Blest, em frente da península  Llao Llao. A ilha é um afloramento de rochas e um pouco de terra onde se desenvolvem alguns  ciprestes. 
A Ilha Centinela se destaca porque nela descansam os restos mortais do  Dr. Francisco Pascasio Moreno (1852-1919), que é um dos mais importantes heróis civís da Argentina. Os restos mortais do Dr. Moreno foram transferidos para a ilha Centinela em 16 de fevereiro de 1944, logo depois de um decreto presidencial autorizando seu translado do Cemitério de la Recoleta, Buenos Aires, onde haviam estado desde o seu falecimento.
Por uma disposição da Prefeitura Naval Argentina, cada embarcação que passa frente a ilha deve soar três vezes a sirene para render-lhe homenagens.